# Коньово (присілок, Костромська область)
Коньово (рос. Конёво) — присілок в Шар'їнському районі Костромської області Російської Федерації.
Населення становить 295 осіб. Входить до складу муніципального утворення Коньовське сільське поселення.

## Історія
Від 2007 року входить до складу муніципального утворення Коньовське сільське поселення.

## Населення
1. Н/Д[2]